# Masumi Asano
Masumi Asano (浅野 真澄 Asano Masumi?) es una seiyū japonesa, nacida el 25 de agosto de 1977 en la prefectura de Akita.

## Roles interpretados
Lista de roles interpretados durante su carrera.
Los papeles principales están en negrita.

### Anime
- Detective Conan como Takeuchi Sanae (ep. 251)
- One Piece como Margaret.
- Hajime no Ippo como Akemi.
- Kaitou Kiramekiman como Tottaru bukurou.
- Great Dangaioh como Hitomi Chidou.
- Shingu: Secret of the Stellar Wars como Mineo Harumi.
- Sugar: A Little Snow Fairy como Saga Bergman.
- The SoulTaker como Yuko Kinuta.
- Gravion como Kaori; Stephanie (ep. 1)
- Haibane Renmei como Shuuta.
- Rizelmine como Aoi Seimoto.
- Azumanga Daioh the Animation como Tomo Takino
- Spiral ~ Suiri no Kizuna como Hiyono Yuizaki.
- .hack//DUSK como Michi.
- Air Master como Michiru Kawamoto.
- D.N.Angel como Risa Harada, Daichii (ep. 13)[2]
- Full Metal Panic? Fumoffu como Hiromi Sasaki.
- Ikki Tōsen como Hakufu Sonsaku.
- Maburaho como Kazumi Matsuda.
- Onegai Twins como Akina Sagawa.
- Popotan como Mai.
- Gravion Zwei como Kaori; Inoue-san.
- Hikari to Mizu no Daphne como Gloria.
- Pokémon: Reto Máximo como Clea (ep. 67)
- Ryusei Sentai Musumet como Shion Saotome.
- Tactics como Fumi (ep. 4)
- The Melody of Oblivion como Sayoko Tsukinomori.
- Transformers Energon como Ariel; Miranda Jones; Sally Jones; Sari; Kicker Jones (joven)
- Uta∽Kata como Manatsu Kuroki.
- Yumeria como Mizuki Agatsuma.
- Canvas2 ~Niji-iro no Sketch~ como  Ren Sakurazuka (eps. 2, 18)
- D.C.S.S. ~Da Capo Second Season~ como Nanako Saitama
- Gunparade Orchestra como Ami Yokoyama.
- He is my master como Izumi Sawatari.
- Jigoku Shōjo como Mina Minato (ep. 15)
- Mahō Shōjo Lyrical Nanoha A's como Linith (ep. 11)
- Mahoraba - Heartful Days como Megumi Momono.
- MÄR como Alma.
- Oku-sama wa Mahō Shōjo como Yūko Ayase.
- Shakugan no Shana como Yukari Hirai (eps. 1-2)
- SoltyRei como Rose Anderson.
- Starship Operators como Miyuri Akisato.
- Girl's High como Yuma Suzuki.
- Kagihime Monogatari Eikyuu Alice Rondo como Riddell.
- Kasimasi - Girl Meets Girl como Ayuki Mari.
- Night Head Genesis como Mihoko (ep. 19)
- Otome wa Boku ni Koishiteru como Mariya Mikado.
- Ray The Animation como Saeko (ep. 8)
- Tokimeki Memorial ~Only Love~ como Naomi Hoshina.
- Yume Tsukai como Mizuho Takatsuki (ep. 7)
- Dojin Work como Najimi Osana.
- GeGeGe no Kitarō (2007) como Miu.
- Hayate no Gotoku! como Risa Asakaze.
- Ikkitousen: Dragon Destiny como Hakufu Sonsaku.
- Prism Ark como Princia.
- Sketchbook ~full color'S~ como Ryō Tanabe..
- Spider Riders: Yomigaeru Taiyou como Paradise woman (ep. 5)
- Hakushaku to Yōsei como Sweetpea.
- Ikkitousen: Great Guardians como Hakufu Sonsaku.
- Monochrome Factor como Aya Suzuno.
- Shigofumi: Letters from the Departed como Chiaki.
- Wagaya no oinari-sama como Bekira.
- Yatterman (2008) como Atsu-hime (ep. 10)
- Zettai Karen Children como Oboro Kashiwagi.
- Basquash! como Miyuki Ayukawa.
- Hayate no Gotoku!! como Risa Asakaze.
- Saki como Yasuko Fujita.
- Ikkitousen: Xtreme Xecutor como Hakufu Sonsaku.
- Beelzebub como Pilar: Agiel.
- Go! Princess PreCure como Minami Kaido / Cure Mermaid.
- Kyoukai Senjou no Horizon como Era Fusae
- Triage X como Miki Tsurugi
- Kyōkai Senki como Risa Kōzaki

### OVA
- .Hack//GIFT como Black Rose.
- .Hack//Unison como Black Rose.
- Cosplay Complex como Tsukasa Tomii (ep. 3)
- Eiken como Kirika Misono.
- Ghost Talker's Daydream como Saiki Misaki.
- Growlanser IV como Eraisa Mayfield.
- Kaitō Tenshi Twin Angel como Nyan Tomochi/Dojikko; Satsuki Kondoh.
- Maria-sama ga Miteru como Yukari Saionji.
- ONE ~Kagayaku Kisetsu e~ como Kouzuki Mio.
- Onegai Twins como Akina Sagawa.
- Quiz Magic Academy como Shalon.

### Películas
- .Hack//G.U. Trilogy como Alkaid.
- Magical Girl Lyrical Nanoha The MOVIE 1st como Linice.

### Videojuegos
- .hack// series como BlackRose.
  - .Hack//Infection
  - .hack//Mutation
  - .hack//Outbreak
  - .hack//Quarantine
- .hack//G.U. series como Yōkō (Alkaid).
  - .hack//G.U. Vol.1 Rebirth
  - .hack//G.U. Vol. 2: Reminiscence
  - .hack//G.U. Vol. 3: Redemption
- Mushiking: King of the Beetles como Chicchi.
- Soulcalibur III como Tira.
- Tales of Legendia como Chloe Valens.
- Project X Zone como IMCA(Valkyria Chronicles 3).
- Growlanser IV: Wayfarer of the time como Eliza.
- Xenosaga Episode II: Jenseits von Gut und Bose como Sakura Mizrahi.

### Drama CD
- Lucky☆Star como Nanako Kuroi.
- Mahoraba como Tamami Chanohata.
- Onegai Friends como Akina Sagawa.
- Special A como Hikari Hanazono.